# Bistum Coatzacoalcos
Das Bistum Coatzacoalcos (lateinisch Dioecesis Coatzacoalsensis, spanisch Diócesis de Coatzacoalcos) ist eine in Mexiko gelegene römisch-katholische Diözese mit Sitz in Coatzacoalcos.

## Geschichte
Das Bistum Coatzacoalcos wurde am 14. März 1984 durch Papst Johannes Paul II. mit der Apostolischen Konstitution Plane conscii aus Gebietsabtretungen des Bistums San Andrés Tuxtla errichtet und dem Erzbistum Jalapa als Suffraganbistum unterstellt.

## Bischöfe von Coatzacoalcos
- Carlos Talavera Ramírez, 1984–2002
- Rutilo Muñoz Zamora, seit 2002